# Фокин, Евгений Васильевич
Евге́ний Васи́льевич Фо́кин (25 октября 1909, Подольск, Подольский уезд, Московская губерния — 12 ноября 1972, Москва) — советский футболист, футбольный тренер. Заслуженный мастер спорта СССР (1945). Игровое амплуа — вратарь.

## Биография
Начал играть в Москве в школьной команде. С 1925 по 1929 год выступал в командах клуба им. Ильича (Подольск). С 1930 по 1944 год игрок «Динамо» (Москва). В сборной Москвы 1930—1934, 1939-40, РСФСР — 1932—1933. Участник матча со «Славией» (София) в 1940 году. Чемпион общества «Динамо» 1933 года. В «55-ти» общества «Динамо» — № 4 (1933). Закончил выступления в связи с тяжёлой травмой.
Так отзывался о его игре соперник на поле спартаковец Николай Старостин.

«На Фокина стоило посмотреть, когда он шёл навстречу прорвавшемуся форварду: с непоколебимой уверенностью подкладывался он под удар, парируя, казалось бы, безнадёжные мячи.»

Тренировал клубы «Динамо» (Москва), в качестве главного тренера «Динамо» (Киев), «Динамо» (Минск). В 1952 году написал книгу «Игра вратаря». В 1954 году возвращается в Москву на должность начальника команды «Динамо». В 1958 году переходит на должность главного тренера школы «Динамо» (Москва). С 1962 года по сентябрь 1963 снова главный тренер рижской «Даугавы». В 1964—1966 и 1968—1971 тренер отдела футбола Спорткомитета РСФСР. Начальник команд «Локомотив» (Москва) (1967), «Торпедо» (Владимир) (1972).
Урна с прахом захоронена в родственной нише колумбария Донского кладбища города Москвы.

## Достижения
- Чемпион Москвы 1930 (о), 1931 (о), 1934 (о), 1935 (в)
- Чемпион СССР 1937, 1940
- Обладатель Кубка СССР 1937
- В 1945 году присвоено звание Заслуженный мастер спорта[2][3]